# Vanessa Baden
Vanessa Jennifer Baden-Kelly, nome completo de Vanessa Baden (Manhattan Beach, Califórnia, 8 de Setembro de 1985) é uma atriz, roteirista, produtora e diretora estadunidense. Ficou conhecida por interpretar Kyra Rockmore no sitcom Kenan e Kel.

## Filmografia
- Gullah Gullah Island - (1994)
- My Brother and Me - (1994)
- Ocean - (1996)
- Kenan & Kel - (1996-2000)
- Rosewood - (1997)
- Figure It Out - (1997)
- Two Heads Are Better Than None - (2000)
- Franchise - (2012)
- Fail - (2011-2012)
- Chris & Todd - (2013)
- The Magic City - (2014)